# Colmen

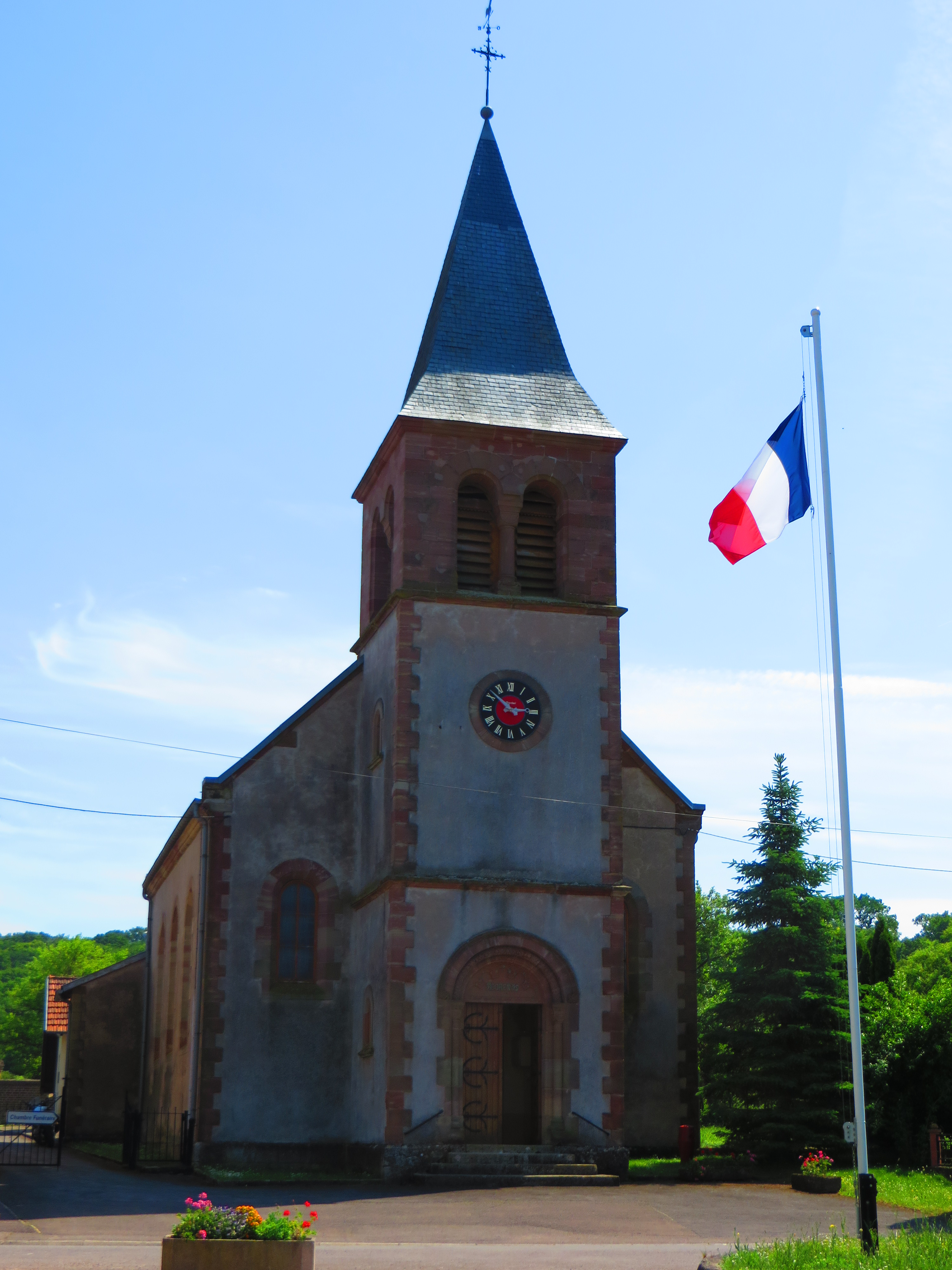
Kirche St. Marguerite

Colmen (deutsch Kolmen) ist eine französische Gemeinde mit 207 Einwohnern (Stand 1. Januar 2022) im Département Moselle in der Region Grand Est (bis 2015 Lothringen).

## Geographie
Der Ort liegt in Lothringen, 42 Kilometer nordöstlich von Metz, 16 Kilometer nördlich von Boulay-Moselle (Bolchen) und sieben Kilometer nördlich von Bouzonville (Busendorf) an der deutsch-französischen Grenze in Nachbarschaft von Neunkirchen-lès-Bouzonville (Neunkirchen), fünf Kilometer Luftlinie westlich von Hemmersdorf.

## Geschichte
Der Ort war 1153 als Kolman bekannt und um 1179 als Colmes. Weitere überlieferte Ortsbezeichnungen sind  Colomiès de Jany (1273),  Colomey (1354),  Coulemay (15. Jh.), Coulmey (1573), Colmé (1681), Martigny-sur-Chiers (1727) und Colmei (1749). Die Ortschaft gehörte früher zum Herzogtum Lothringen.
Durch den Frankfurter Frieden vom 10. Mai 1871 kam das Gebiet an das deutsche Reichsland Elsaß-Lothringen, und das Dorf wurde dem Kreis Bolchen im Bezirk Lothringen zugeordnet. Die Dorfbewohner betrieben Getreide-, Obst- und Gemüsebau sowie Viehzucht.
Nach dem Ersten Weltkrieg musste die Region aufgrund der Bestimmungen des Versailler Vertrags 1919 an Frankreich abgetreten werden. Im Zweiten Weltkrieg war die Region von der deutschen Wehrmacht besetzt.

### Bevölkerungsentwicklung
| Jahr      | 1962 | 1968 | 1975 | 1982 | 1990 | 1999 | 2006 | 2019 |
| Einwohner | 209  | 220  | 235  | 188  | 196  | 209  | 223  | 200  |

## Sehenswürdigkeiten
- Kirche St. Marguerite aus dem 19. Jahrhundert